# Lytta sayi
Lytta sayi är en skalbaggsart som beskrevs av Leconte 1853. Lytta sayi ingår i släktet Lytta och familjen oljebaggar. Inga underarter finns listade i Catalogue of Life.